# مديرية شمال باكشتا
مديرية شمال باكشتا هي مديرية في صربيا، تتبع فويفودينا، بلغ عدد سكانها 186٬906 نسمة، عاصمتها سوبتيتسا، تبلغ مساحتها 1٬784 كيلومتر مربع.

## التقسيمات الإدارية
- Bačka Topola Municipality [الإنجليزية]‏
- Mali Iđoš Municipality [الإنجليزية]‏
- Subotica City  [لغات أخرى]‏.